# Medicamente împotriva COVID-19
COVID-19 sau  sindromul respirator acut 2019-nCoV este un sindrom respirator viral cauzat de coronavirusul sindromului respirator acut sever 2 (SARS-CoV-2) care este sindromul implicat în pandemia de coronavirus 2019-20.
Nu există nici vaccinuri, nici medicamente eficiente, iar eforturile sunt de obicei limitate la ameliorarea simptomelor și măsuri de susținere. Orice persoană care bănuiește că este purtătoare a virusului este sfătuită să poarte o mască chirurgicală de față și să ceară sfatul medicului prin telefon în loc de a vizita în persoană o clinică.
În România s-a suspendat pentru o perioadă de 6 luni exportul medicamentelor și al tuturor produselor sanitare care au legătură cu prevenirea, diagnosticarea și tratamentul COVID-19.
Comisia Europeană a stabilit în octombrie 2021 o listă împărțită în trei categorii de mijloace terapeutice cu zece mijloace terapeutice potențial eficace împotriva COVID-19:
- Anticorpi antivirali monoclonali, cel mai eficienți în stadiile timpurii ale infecției - Ronapreve, o combinație de doi anticorpi monoclonali, casirivimab și imdevimab, de la Regeneron Pharmaceuticals și Roche; Xevudy (sotrovimab) de la Vir Biotechnology și GlaxoSmithKline și respectiv Evusheld, o combinație de doi anticorpi monoclonali, tixagevimab și cilgavimab, de la AstraZeneca.
- Antivirale orale pentru utilizare cât mai repede posibil după infectare - Molnupiravir, de la Ridgeback Biotherapeutics și MSD; PF-07321332, de la Pfizer și respectiv AT-527, de la Atea Pharmaceuticals și Roche.
- Imunomodulatori pentru tratarea pacienților spitalizați - Actemra (tocilizumab), de la Roche Holding; Kineret (anakinra), de la Orphan Biovitrum din Suedia; Olumiant (baricitinib), de la Eli Lilly și respectiv Lenzilumab, de la Humanigen.

## Medicamente recomandate
Încă nu a fost aprobat niciun medicament pentru tratarea infecțiilor cu coronavirus la om de către OMS, deși unele medicamente sunt recomandate de autoritățile medicale coreene și chineze. Asupra COVID-19 au fost inițiate teste cu multe antivirale, inclusiv oseltamivir, lopinavir/ritonavir, ganciclovir, favipiravir, baloxavir marboxil, umifenovir și interferon alfa, dar până la 17 martie 2020 nu existau date care să le susțină utilizarea. Autoritățile coreene pentru sănătate recomandă lopinavir/ritonavir sau clorochină, iar cele chineze recomandă interferon, lopinavir/ritonavir, ribavirină, clorochină și/sau umifenovir.
La 17 martie 2020, Zhang Xinmin, directorul Centrului Național pentru Dezvoltare Biotehnologică, aflat sub autoritatea Ministerului Științei și Tehnologiei din China, a anunțat într-o conferință de presă că, după teste clinice, medicamentul antiviral pentru gripă Favipiravir (T-705, Avigan, ori favilavir) este eficient împotriva COVID-19.
Autoritățile sanitare franceze au avertizat că antiinflamatoarele folosite pot agrava boala și că ar trebui administrat paracetamol; și nu ibuprofen sau cortizon. Organizația Mondială a Sănătății (OMS), prin purtătorul de cuvânt Christian Lindmeier, a afirmat că "recomandăm paracetamol, nu ibuprofen în automedicația" persoanelor care au suspiciunea că au contractat noul coronavius.

## Cercetări
Cercetările privind tratamentele potențiale ale bolii au fost inițiate în ianuarie 2020, iar mai multe medicamente antivirale sunt deja în studii clinice. Deși medicamentele complet noi pot dura până în 2021 pentru a se dezvolta, mai multe dintre medicamentele testate sunt deja aprobate pentru alte indicații antivirale sau sunt deja în faza de testare avansată.
Remdesivir și cloroquina inhibă eficient coronavirusul in vitro. Remdesivir este luat în considerație în SUA și în China.
Rezultatele preliminare ale unui proces multicentric, anunțat într-o conferință de presă și descris de Gao J., Tian Z. și Yang X., au sugerat că clorochina este eficientă și sigură în tratarea pneumoniei asociate COVID-19, „îmbunătățind descoperirile imagistice pulmonare, promovând scurtarea cursului bolii".

## Candidați
Rețeaua de dovezi a studiilor clinice COVID-19 privind 15 candidați terapeutici. Cercurile reprezintă intervenții sau grupuri de intervenție (categorii). Liniile dintre două cercuri indică comparații în cadrul studiilor clinice.
Potrivit unei surse (până în august 2020), diverse categorii de cercetări clinice preclinice sau în stadii incipiente pentru dezvoltarea candidaților terapeutici COVID-19 au inclus:
- anticorpi (81 de candidați)
- antivirale (31 de candidați)
- compuși pe bază de celule (34 de candidați)
- compuși pe bază de ARN (6 candidați)
- compuși de scanare care urmează să fie reproiectați (18 candidați)

diverse alte categorii de terapii, cum ar fi compuși antiinflamatori, antimalarici, interferonici, pe bază de proteine, antibiotice și de modulare a receptorilor.
Studiile pivotale de fază III evaluează dacă un medicament candidat are eficacitate în mod specific împotriva unei boli și - în cazul persoanelor spitalizate cu infecții severe cu COVID-19 - testează un nivel de doză eficace a medicamentului candidat reprodus sau nou pentru a îmbunătăți boala (în principal pneumonia) cauzată de infecția cu COVID-19. În cazul unui medicament deja aprobat (cum ar fi hidroxiclorochina pentru malarie), studiile de fază III-IV determină, la sute sau mii de persoane infectate cu COVID-19, posibila utilizare extinsă a unui medicament deja aprobat pentru tratarea infecției cu COVID-19. În august 2020, peste 500 de produse terapeutice candidate se aflau în faza preclinică sau într-un stadiu de dezvoltare de fază I-IV, iar în cursul anului 2020 au fost anunțate noi studii de fază II-III pentru sute de candidați terapeutici.
Numeroase medicamente candidate aflate în studiu ca tratamente "de susținere" pentru ameliorarea disconfortului în timpul bolii, cum ar fi AINS sau bronhodilatatoarele, nu sunt incluse în tabelul de mai jos. Sunt excluse și altele aflate în stadiul incipient al studiilor de fază II sau numeroasele tratamente candidate aflate în faza I de studiu. Medicamentele candidate aflate în studii de fază I-II au o rată scăzută de succes (sub 12%) pentru a trece prin toate fazele de testare pentru a obține o eventuală aprobare. Odată ajunși în faza a III-a de testare, candidații terapeutici pentru boli legate de infecția COVID-19 - boli infecțioase și respiratorii - au o rată de succes de aproximativ 72%.

## Medicamente repoziționate
Repoziționarea medicamentelor (denumită și repurposing de medicamente) - investigarea medicamentelor existente pentru noi scopuri terapeutice - este una dintre liniile de cercetare științifică urmate pentru a dezvolta tratamente sigure și eficiente pentru COVID-19. Mai multe medicamente antivirale existente, dezvoltate sau utilizate anterior ca tratamente pentru sindromul respirator acut sever (SARS), sindromul respirator din Orientul Mijlociu (MERS), HIV/SIDA și malarie, sunt în curs de cercetare ca tratamente pentru COVID-19, iar unele dintre acestea au fost introduse în studii clinice.
În timpul pandemiei COVID-19, reproiectarea medicamentelor este procesul de cercetare clinică de screening și definire rapidă a siguranței și eficacității medicamentelor existente deja aprobate pentru alte boli, pentru a fi utilizate pentru persoanele cu infecție COVID-19. În cadrul procesului obișnuit de dezvoltare a medicamentelor, confirmarea repurposing-ului pentru tratamentul unei noi boli ar necesita mulți ani de cercetare clinică - inclusiv studii clinice pivotale de fază III - asupra medicamentului candidat pentru a asigura siguranța și eficacitatea acestuia în mod specific pentru tratarea infecției COVID-19. În situația de urgență a unei pandemii de COVID-19 în creștere, procesul de repurposing al medicamentului a fost accelerat în cursul lunii martie 2020 pentru a trata persoanele spitalizate cu COVID-19.
Studiile clinice care utilizează medicamente existente reproduse, în general sigure, pentru persoanele spitalizate cu COVID-19 pot dura mai puțin timp și au costuri globale mai mici pentru a obține criterii de evaluare care să dovedească siguranța (absența efectelor secundare grave) și eficacitatea postinfecție și pot accesa rapid lanțurile de aprovizionare cu medicamente existente pentru fabricarea și distribuția la nivel mondial. Într-un efort internațional de a valorifica aceste avantaje, OMS a început la mijlocul lunii martie 2020 teste internaționale accelerate de fază II-III pe patru opțiuni de tratament promițătoare - studiul SOLIDARITY -, numeroase alte medicamente care au potențial de reprofilare în diferite strategii de tratare a bolilor, cum ar fi terapiile antiinflamatoare, corticosteroizi, anticorpi, imunitare și factori de creștere, printre altele, fiind avansate în teste de fază II sau III în cursul anului 2020.
În luna martie, Centrele pentru Controlul și Prevenirea Bolilor (CDC) din Statele Unite ale Americii au emis o recomandare pentru medici cu privire la remdesivir pentru persoanele spitalizate cu pneumonie cauzată de COVID-19: "În timp ce studiile clinice sunt esențiale pentru a stabili siguranța și eficacitatea acestui medicament, medicii care nu au acces la un studiu clinic pot solicita remdesivir pentru utilizare din compasiune prin intermediul producătorului pentru pacienții cu pneumonie clinică."

## Noi medicamente cu anticorpi

### Plasmă de convalescență
Imunizarea pasivă cu plasmă de convalescență sau ser hiperimun a fost propusă ca un potențial tratament pentru COVID-19.
În Statele Unite, FDA a acordat o autorizație temporară plasmei de convalescență (plasmă din sângele persoanelor care s-au vindecat de COVID-19, care conține astfel anticorpi împotriva SARS-CoV-2) ca tratament experimentalm

### Casirivimab/imdevimab
Casirivimab/imdevimab, vândut sub denumirea comercială REGEN-COV, este un medicament experimental dezvoltat de compania americană de biotehnologie Regeneron Pharmaceuticals. Este un "cocktail de anticorpi" artificiali conceput pentru a produce rezistență împotriva coronavirusului SARS-CoV-2 responsabil de pandemia COVID-19. Acesta este format din doi anticorpi monoclonali, casirivimab (REGN10933) și imdevimab (REGN10987), care trebuie amestecați împreună. Combinația celor doi anticorpi are rolul de a preveni scăpările mutaționale. Aceasta este disponibilă și ca produs coformulat.

### Bamlanivimab și etesevimab
Bamlanivimab (DCI, nume de cod LY-CoV555) este un anticorp monoclonal dezvoltat de AbCellera Biologics și Eli Lilly ca tratament pentru COVID-19. Medicamentul a primit o autorizație de utilizare în regim de urgență (EUA) din partea Administrației americane pentru alimente și medicamente (FDA) în noiembrie 2020, iar 950.000 de doze au fost cumpărate de guvernul american până în decembrie 2020. În aprilie 2021, EUA a fost revocată.
Medicamentul este un anticorp monoclonal IgG1 (mAb) îndreptat împotriva proteinei spike a SARS-CoV-2. Scopul este de a bloca atașarea și intrarea virusului în celulele umane, neutralizând astfel virusul și contribuind la prevenirea și tratarea COVID-19.
Bamlanivimab a apărut în urma colaborării dintre Lilly și AbCellera pentru a crea terapii cu anticorpi pentru prevenirea și tratarea COVID-19.
Bamlanivimab este, de asemenea, utilizat ca parte a combinației bamlanivimab/etesevimab, care a primit un EUA din partea FDA.
În iunie 2021, Biroul secretarului adjunct al SUA pentru pregătire și răspuns (ASPR) a întrerupt distribuția bamlanivimab și etesevimab împreună, precum și a etesevimab singur (pentru a se asocia cu aprovizionarea existentă cu bamlanivimab), din cauza creșterii variantelor circulante.

### Sotrovimab
În mai 2021, Comitetul pentru medicamente de uz uman (CHMP) al Agenției Europene pentru Medicamente (EMA) a concluzionat că sotrovimab poate fi utilizat pentru a trata COVID-19 confirmată la persoanele cu vârsta de 12 ani și mai mult, cu o greutate de cel puțin 40 de kilograme, care nu necesită terapie cu oxigen suplimentar și care prezintă risc de evoluție către COVID-19 severă.
În mai 2021, Administrația pentru Alimente și Medicamente din SUA (FDA) a emis o autorizație de utilizare în regim de urgență (EUA) pentru sotrovimab pentru tratamentul COVID-19 ușoară până la moderată la persoanele cu vârsta de doisprezece ani și peste, cu greutatea de cel puțin 40 de kilograme (88 lb), cu rezultate pozitive la testarea directă a virusului SARS-CoV-2 și care prezintă un risc ridicat de evoluție către COVID-19 severă, inclusiv spitalizare sau deces.

## Noi inhibitori de protează

### PF-07321332
Undeva la începutul anului 2021, Pfizer a început testele de fază I la om în Statele Unite și Belgia cu un nou medicament cu prescripție orală, PF-07321332, un "inhibitor de protează" care debilitează replicarea SARS-CoV-2. Studiile, repartizate în 3 faze, se așteaptă să dureze peste 5 luni. Medicamentul se administrează împreună cu doze mici de ritonavir, un antiviral utilizat pentru tratarea HIV.

## Planificare și coordonare

### Planificarea timpurie
În perioada 2018-20, noile inițiative de stimulare a dezvoltării de vaccinuri și medicamente antivirale au inclus parteneriate între organizațiile guvernamentale și industrie, cum ar fi Inițiativa europeană privind medicamentele inovatoare, Inițiativa Critical Path din SUA pentru a spori inovarea în dezvoltarea medicamentelor și desemnarea Breakthrough Therapy pentru a accelera dezvoltarea și examinarea reglementară a medicamentelor candidate promițătoare. Pentru a accelera perfecționarea diagnosticelor pentru detectarea infecției cu COVID-19, a fost creat un sistem global de urmărire a diagnosticului.
Conform unui tracker al progreselor înregistrate în cadrul studiilor clinice privind potențialele medicamente terapeutice pentru infecțiile cu COVID-19, 29 de studii de eficacitate de fază II-IV au fost încheiate în martie 2020 sau programate să furnizeze rezultate în aprilie de la spitale din China - care a cunoscut primul focar de COVID-19 la sfârșitul anului 2019. Șapte studii au evaluat medicamente reproduse deja aprobate pentru tratarea malariei, inclusiv patru studii privind hidroxiclorochina sau fosfatul de clorochină. Medicamentele antivirale reproduse reprezintă cea mai mare parte a cercetărilor chinezești, cu 9 studii de fază III privind remdesivir în mai multe țări care urmează să fie raportate până la sfârșitul lunii aprilie. Alți potențiali candidați terapeutici care fac obiectul unor studii clinice pivotale care se vor încheia în martie-aprilie sunt, printre altele, vasodilatatoarele, corticosteroizii, terapiile imunitare, acidul lipoic, bevacizumab și enzima 2 de conversie a angiotensinei recombinantă.
Coaliția de cercetare clinică COVID-19 are ca obiective: 1) facilitarea examinării rapide a propunerilor de studii clinice de către comitetele de etică și agențiile naționale de reglementare, 2) accelerarea aprobărilor pentru compușii terapeutici candidați, 3) asigurarea unei analize standardizate și rapide a datelor emergente privind eficacitatea și siguranța și 4) facilitarea schimbului de rezultate ale studiilor clinice înainte de publicare. O revizuire dinamică a dezvoltării clinice pentru vaccinul COVID-19 și medicamentele candidate a fost în vigoare, începând cu luna aprilie.
Până în martie 2020, Coaliția internațională pentru inovații în domeniul pregătirii împotriva epidemiilor (CEPI) s-a angajat să investească în cercetare 100 de milioane de dolari americani în mai multe țări și a lansat un apel urgent pentru a strânge și a investi rapid 2 miliarde de dolari americani pentru dezvoltarea de vaccinuri. Condus de Fundația Bill și Melinda Gates, cu parteneri care investesc 125 de milioane de dolari SUA și în coordonare cu Organizația Mondială a Sănătății, acceleratorul terapeutic COVID-19 a început în martie, facilitând cercetătorilor care se ocupă de dezvoltarea de medicamente să identifice, să evalueze, să dezvolte și să extindă rapid potențialele tratamente. Coaliția de cercetare clinică COVID-19 s-a format pentru a coordona și accelera rezultatele studiilor clinice internaționale privind cele mai promițătoare tratamente post-infecție. La începutul anului 2020, numeroși compuși antivirali consacrați pentru tratarea altor infecții erau reproiectați sau dezvoltați în cadrul unor noi eforturi de cercetare clinică pentru a atenua boala COVID-19.
În cursul lunii martie 2020, Coaliția pentru inovații în domeniul pregătirii pentru epidemii (Coalition for Epidemic Preparedness Innovations - CEPI) a inițiat un fond internațional de dezvoltare a vaccinului împotriva COVID-19, cu scopul de a strânge 2 miliarde USD pentru cercetarea și dezvoltarea de vaccinuri, și s-a angajat să investească 100 de milioane USD în dezvoltarea de vaccinuri în mai multe țări. Guvernul canadian a anunțat o finanțare de 275 de milioane de dolari canadieni pentru 96 de proiecte de cercetare privind contramăsurile medicale împotriva COVID-19, inclusiv numeroase vaccinuri candidate la universități canadiene, cu planuri de a crea o "bancă de vaccinuri" cu noi vaccinuri pentru a fi puse în aplicare în cazul apariției unui alt focar de COVID-19. Fundația Bill & Melinda Gates a investit 150 de milioane de dolari în aprilie pentru dezvoltarea de vaccinuri, diagnostice și terapeutice împotriva COVID-19.

#### Cercetare asistată de calculator
Această secțiune trebuie să fie actualizată. Vă rugăm să contribuiți la actualizarea acestui articol pentru a reflecta evenimente recente sau informații nou disponibile. (noiembrie 2020)
Informații suplimentare: Utilizarea și dezvoltarea de software pentru atenuarea pandemiei COVID-19 și Impactul pandemiei COVID-19 asupra științei și tehnologiei § Cercetare în domeniul informaticii și al învățării automate și știință cetățenească
În martie 2020, Departamentul de Energie al Statelor Unite, Fundația Națională pentru Știință, NASA, industria și nouă universități au pus în comun resurse pentru a accesa supercalculatoare de la IBM, combinate cu resurse de cloud computing de la Hewlett Packard Enterprise, Amazon, Microsoft și Google, pentru descoperirea de medicamente. Consorțiul de calcul de înaltă performanță COVID-19 își propune, de asemenea, să prevadă răspândirea bolii, să modeleze posibile vaccinuri și să analizeze mii de compuși chimici pentru a concepe un vaccin sau o terapie COVID-19.
C3.ai Digital Transformation Institute, un consorțiu suplimentar format din Microsoft, șase universități (inclusiv Institutul de Tehnologie din Massachusetts, membru al primului consorțiu) și Centrul Național pentru Aplicații de Supercalculatoare din Illinois, care lucrează sub auspiciile C3.ai, o companie de software de inteligență artificială, pun în comun resursele supercomputerelor în vederea descoperirii de medicamente, dezvoltării de protocoale medicale și îmbunătățirii strategiilor de sănătate publică, precum și a acordării de granturi mari cercetătorilor care și-au propus până în luna mai să utilizeze inteligența artificială pentru a îndeplini sarcini similare.
În martie 2020, proiectul de calcul distribuit Folding@home a lansat un program pentru a ajuta dezvoltatorii de medicamente, simulând inițial ținte proteice din SARS-CoV-2 și din virusul înrudit SARS-CoV, care a fost studiat anterior.
Proiectul de calcul distribuit Rosetta@home s-a alăturat, de asemenea, efortului în martie. Proiectul utilizează computerele unor voluntari pentru a modela proteinele virusului SARS-CoV-2 pentru a descoperi posibile ținte de medicamente sau pentru a crea noi proteine pentru a neutraliza virusul. Cercetătorii au dezvăluit că, cu ajutorul Rosetta@home, au reușit să "prezică cu precizie structura la scară atomică a unei proteine importante a coronavirusului cu câteva săptămâni înainte ca aceasta să poată fi măsurată în laborator".
În mai 2020, a fost lansat parteneriatul OpenPandemics - COVID-19 între Scripps Research și World Community Grid de la IBM. Parteneriatul este un proiect de calcul distribuit care "va rula automat un experiment simulat în fundal [al PC-urilor casnice conectate, care va ajuta la prezicerea eficienței unui anumit compus chimic ca posibil tratament pentru COVID-19".

### Solidaritate internațională și procese de descoperire
În luna martie, Organizația Mondială a Sănătății (OMS) a lansat "Solidarity Trial" coordonat în 10 țări de pe cinci continente pentru a evalua rapid, la mii de persoane infectate cu COVID-19, eficacitatea potențială a agenților antivirali și antiinflamatori existenți care nu au fost încă evaluați în mod specific pentru boala COVID-19. Până la sfârșitul lunii aprilie, spitale din peste 100 de țări erau implicate în acest studiu.
Medicamentele individuale sau combinate care fac obiectul studiului inițial sunt: 1) lopinavir-ritonavir combinat, 2) lopinavir-ritonavir combinat cu interferon-beta, 3) remdesivir sau 4) (hidroxi)clorochină în studii separate și în spitale din întreaga lume. În urma unui studiu publicat de The Lancet privind problemele de siguranță ale hidroxiclorochină, OMS a suspendat utilizarea acesteia din cadrul studiului Solidarity în mai 2020, a restabilit-o după ce cercetarea a fost retrasă, apoi a renunțat la utilizarea ulterioară a medicamentului pentru tratamentul COVID-19 atunci când analiza a arătat, în iunie, că acesta nu aducea niciun beneficiu.
Având în vedere că aproximativ 15 % dintre persoanele infectate cu COVID-19 au prezentat o boală severă, iar spitalele au fost copleșite în timpul pandemiei, OMS a recunoscut o nevoie clinică rapidă de a testa și de a refolosi aceste medicamente ca agenți deja aprobați pentru alte boli și recunoscuți ca fiind siguri. Proiectul "Solidarity" este conceput pentru a oferi perspective rapide la întrebări clinice cheie:
Există vreunul dintre medicamente care să reducă mortalitatea?
Reduce vreunul dintre medicamente durata de spitalizare a unui pacient?
Afectează tratamentele necesitatea ca persoanele cu pneumonie indusă de COVID-19 să fie ventilate sau menținute la terapie intensivă?
Ar putea fi utilizate astfel de medicamente pentru a reduce la minimum îmbolnăvirea de infecție cu COVID-19 la personalul medical și la persoanele cu risc ridicat de a dezvolta boli grave?
Înscrierea persoanelor cu infecție cu COVID-19 este simplificată prin utilizarea intrărilor de date, inclusiv a consimțământului în cunoștință de cauză, pe un site web al OMS. După ce personalul de studiu stabilește medicamentele disponibile în spital, site-ul web al OMS randomizează subiectul spitalizat la unul dintre medicamentele din cadrul studiului sau la tratamentul standard al spitalului pentru tratarea COVID-19. Medicul care efectuează studiul înregistrează și transmite informații de urmărire privind starea subiectului și tratamentul, completând introducerea datelor prin intermediul site-ului web al OMS Solidarity. Concepția studiului Solidarity nu este dublu-orb - ceea ce este în mod normal standardul într-un studiu clinic de înaltă calitate - dar OMS avea nevoie de rapiditate cu calitate pentru studiul din mai multe spitale și țări. Un consiliu global de monitorizare a siguranței format din medici ai OMS examinează rezultatele intermediare pentru a ajuta la luarea deciziilor privind siguranța și eficacitatea medicamentelor din cadrul studiului și pentru a modifica designul studiului sau pentru a recomanda o terapie eficientă. Un studiu pe internet similar cu Solidarity, denumit "Discovery", a fost inițiat în martie în șapte țări de către INSERM (Paris, Franța).
Studiul "Solidarity" urmărește să pună în aplicare coordonarea în sute de spitale din diferite țări - inclusiv în cele cu o infrastructură slab dezvoltată pentru studii clinice -, dar trebuie să fie realizat rapid. Potrivit lui John-Arne Røttingen, director executiv al Consiliului de Cercetare al Norvegiei și președinte al comitetului internațional de conducere al trialului Solidarity, trial-ul ar fi considerat eficient dacă se va stabili că terapiile "reduc proporția pacienților care au nevoie de ventilatoare cu, să zicem, 20%, ceea ce ar putea avea un impact uriaș asupra sistemelor noastre naționale de sănătate".
În cursul lunii martie, finanțarea pentru studiul Solidarity a ajuns la 108 milioane de dolari americani din partea a 203.000 de persoane, organizații și guverne, 45 de țări fiind implicate în finanțarea sau gestionarea studiului.
Un proiect de studiu clinic în curs de desfășurare poate fi modificat ca "proiect adaptiv" dacă datele acumulate în cadrul studiului oferă informații timpurii despre eficacitatea pozitivă sau negativă a tratamentului. Studiile globale "Solidarity" și european "Discovery" privind persoanele spitalizate cu infecție severă cu COVID-19 aplică designul adaptiv pentru a modifica rapid parametrii studiului pe măsură ce apar rezultate ale celor patru strategii terapeutice experimentale. Proiectarea adaptivă în cadrul studiilor clinice de fază II-III în curs de desfășurare privind terapiile candidate poate scurta durata studiilor și poate utiliza mai puțini subiecți, ceea ce poate accelera deciziile de încheiere timpurie sau de succes și poate coordona modificările de proiectare pentru un anumit studiu în toate locațiile sale internaționale.

### Studiu adaptiv de tratament COVID-19
Institutul Național de Alergii și Boli Infecțioase al SUA (NIAID) a inițiat un studiu internațional de fază III cu design adaptiv (denumit "ACTT") care va implica până la 800 de persoane spitalizate cu COVID-19 în 100 de locații din mai multe țări. Începând cu utilizarea remdesivirului ca tratament primar timp de 29 de zile, definiția studiului din protocolul său adaptiv prevede că "va exista o monitorizare intermediară pentru a introduce noi brațe și pentru a permite oprirea timpurie pentru inutilitate, eficacitate sau siguranță. Dacă un tratament se dovedește a fi eficient, atunci acest tratament poate deveni brațul de control pentru comparație(e) cu noul(ele) tratament(e) experimental(e)".

### Procesul de recuperare
În martie 2020, în Marea Britanie, a fost înființat un studiu controlat, randomizat și pe scară largă, numit RECOVERY Trial, pentru a testa posibilele tratamente pentru COVID-19. Acesta este condus de Departamentele Nuffield de Sănătate Publică și de Medicină de la Universitatea din Oxford și testează cinci medicamente reproduse și, de asemenea, plasmă de convalescență. În cadrul acestui studiu au fost înscriși peste 11.500 de participanți pozitivi la COVID-19 în Marea Britanie până în iunie 2020.
În cursul lunii aprilie, studiul britanic RECOVERY (Randomised Evaluation of COVID-19 thERapY) a fost lansat inițial în 132 de spitale din Marea Britanie, extinzându-se pentru a deveni unul dintre cele mai mari studii clinice COVID-19 din lume, implicând 5400 de persoane infectate aflate sub tratament în 165 de spitale din Marea Britanie, până la jumătatea lunii aprilie. Studiul examinează diferite terapii potențiale pentru infecția severă cu COVID-19: lopinavir/ritonavir, dexametazonă în doze mici (un steroid antiinflamator), hidroxiclorochina și azitromicina (un antibiotic obișnuit). În luna iunie, brațul de studiu care folosea hidroxiclorochina a fost întrerupt atunci când analizele au arătat că aceasta nu aducea niciun beneficiu.
La 16 iunie, grupul de studiu a publicat o declarație conform căreia s-a demonstrat că dexametazona a redus mortalitatea la pacienții care primesc asistență respiratorie. În cadrul unui studiu controlat, aproximativ 2.000 de pacienți din spitale au primit dexametazonă și au fost comparați cu peste 4.000 de pacienți care nu au primit acest medicament. În cazul pacienților aflați sub ventilație artificială, aceasta a redus riscul de deces de la 40% la 28% (1 din 8). Pentru pacienții care aveau nevoie de oxigen, a redus riscul de deces de la 25% la 20% (1 din 5).
Până la sfârșitul lunii iunie 2020, studiul a publicat rezultatele privind hidroxiclorochina și dexametazona. De asemenea, anunțase rezultatele pentru lopinavir/ritonavir, care au fost publicate în octombrie 2020. Brațele lopinavir-ritonavir și hidroxicloroquină au fost închise pentru noi participanți după ce s-au dovedit a fi ineficiente. Dexametazona a fost închisă pentru noi intrări la adulți după rezultate pozitive și, până în noiembrie 2020, a fost deschisă pentru intrări la copii.

## Legături externe
- Bișinicu Andreea  5 tratamente anti-covid-19, identificate de Comisia Europeană. Detalii despre ele, playtech.ro,  27 sept. 2021
- Tratament pentru infecția coronavirus SARS-CoV-2: peste 80 de studii clinice sunt în desfășurare. Remdesivir, medicamentul antiviral cu cel mai mare potențial terapeutic, raportuldegarda.ro
- Tocilizumab (Actemra)- MEDICAMENTUL care ar fi vindecat 95% dintre pacienții în stare critică, undă verde și în Statele Unite, gandul.ro